# Trichoridia sikkimensis
Trichoridia sikkimensis är en fjärilsart som beskrevs av Moore 1881. Trichoridia sikkimensis ingår i släktet Trichoridia och familjen nattflyn. Inga underarter finns listade i Catalogue of Life.